# Ōsakikamijima
Ōsakikamijima (大崎上島町, Ōsakikamijima-chō) est un bourg du district de Toyota, dans la préfecture d'Hiroshima au Japon. Il est situé sur une île de la mer intérieure de Seto.

## Géographie

### Démographie
Au 1er août 2014, la population d'Ōsakikamijima s'élevait à 7 912 habitants répartis sur une superficie de 43,30 km2.